# Kazimierz Tułodziecki
Kazimierz Tułodziecki (ur. 19 października 1951 w Zbójnie) – polski samorządowiec i urzędnik państwowy, inżynier rolnictwa, wojewoda włocławski (1994–1996).

## Życiorys
Ukończył studia z inżynierii rolnictwa na Akademii Rolniczej w Poznaniu, kształcił się podyplomowo w studium samorządu terytorialnego i rozwoju lokalnego na Uniwersytecie Warszawskim. Pracował w Spółdzielni Kółek Rolniczych w Kikole, a w latach 1975–1976 w Wojewódzkim Związku Kółek Rolniczych. Następnie od 1982 do 1988 zatrudniony w Wojewódzkim Ośrodku Postępu Rolniczego w Zarzeczewie.
W wyniku wyborów samorządowych w 1990 objął funkcję wójta gminy Zbójno, którą sprawował do grudnia 1993. Od stycznia 1994 pełnił obowiązki wojewody włocławskiego. W 1996 został odwołany ze stanowiska. W późniejszych latach pracował na Warszawskiej Giełdzie Towarowej (1997–1998) i Najwyższej Izbie Kontroli (1999–2000). Od kwietnia 2000 do sierpnia 2002 pozostawał starostą lipnowskim (następnie powiat został objęty zarządem komisarycznym). W 2001 bez powodzenia kandydował na posła, a w 2002, 2006, 2010 i 2014 ponownie na wójta (w 2014 także do rady powiatu golubsko-dobrzyńskiego). W 2010 zatrudniony w Kujawsko-Pomorskim Zarządzie Melioracji i Urządzeń Wodnych. W 2011 po rezygnacji dotychczasowego burmistrza został pełniącym funkcję burmistrza Nieszawy. W grudniu tego samego roku wygrał wybory uzupełniające na urząd burmistrza; pełnił tę funkcję do 2014. Należał do Polskiego Stronnictwa Ludowego, potem był bezpartyjny, następnie ponownie został członkiem PSL.